# Cambrure
Pour les articles homonymes, voir Cambrure (homonymie).
La cambrure est, en physique et plus particulièrement en mécanique des fluides, une mesure ou une appréciation d'une courbure.

Nomenclature d'un profil d'une aile d'avion

La cambrure est une caractéristique importante d'un profil porteur. Elle désigne le rapport f/c entre la flèche maximale f de la ligne moyenne et la corde c.
La corde est la droite qui joint le bord d'attaque au bord de fuite ;
la ligne moyenne est la ligne à mi-distance de l'extrados et de l'intrados, le « squelette » du profil.
Si le profil est symétrique, la cambrure est nulle.

## Relation entre portance et cambrure
Il existe un rapport statistique entre le coefficient de portance nominal (utilisé en croisière) d'un profil et sa cambrure :
Cz = 10 à 12 fois f/c
exemple : pour avoir un Cz de 0.35, on utilise un profil présentant une cambrure d'environ 0.03, soit 3 %
note : ceci n'est pas une règle, mais seulement un ordre de grandeur.

## Relation entre angle de portance nulle et cambrure
Il existe un rapport statistique entre l'angle d'incidence de portance nulle (αCzo) d'un profil et sa cambrure :
αCzo = -100 fois f/c
exemple : un profil cambré à 4 % (f/c = 0.04) aura un angle de portance nulle de - 4°
note : ceci n'est pas une règle, mais seulement un ordre de grandeur.

## Source
- (en) Hoerner Sighard F. : Fluid-Dynamic Lift: Practical Information on Aerodynamic and Hydrodynamic Lift, 1er décembre 1985 (OCLC 228216619)